# Joyce Épie Osoungu Ndoua
Joyce Épie Osoungu Ndoua, née le 11 octobre 1983 à Mamfé, est une haltérophile camerounaise.

## Carrière
Joyce Épie Osoungu Ndoua est médaillée de bronze à l'arraché et au total dans la catégorie des moins de 63 kg aux championnats d'Afrique 2010 à Yaoundé. Elle est médaillée d'or à l'arraché, à l'épaulé-jeté et au total dans la catégorie des moins de 63 kg aux championnats d'Afrique 2013 à Casablanca.